# 米爾福德 (紐約州)
米爾福德（英語：Milford）是一個位於美國紐約州奧齊戈縣的鎮。

## 人口
根據2020年美國人口普查的數據，米爾福德的面積為122.12平方千米，當中陸地面積為119.45平方千米，而水域面積為2.67平方千米。當地共有人口2827人，而人口密度為每平方千米23人。